# Congiopodus spinifer
Congiopodus spinifer es una especie de pez del género Congiopodus, familia Congiopodidae. Fue descrita científicamente por Smith en 1839.
Se distribuye por el Atlántico Sureste: Namibia a Natal, Sudáfrica. La longitud total (TL) es de 45 centímetros. Está clasificada como una especie marina inofensiva para el ser humano.